# Agrotis subsegetis
Agrotis subsegetis är en fjärilsart som beskrevs av Emilio Berio 1962. Agrotis subsegetis ingår i släktet Agrotis och familjen nattflyn. Inga underarter finns listade i Catalogue of Life.